# Kiabi
Kiabi is een Franse distributiegroep van confectiekleding die is opgericht in 1978 te Roncq door Patrick Mulliez. Het merk evolueert in de sector van in textiel gespecialiseerde warenhuizen en is een van de marktleiders in deze sector.
Kiabi maakt deel uit van de Association familiale Mulliez, waarvan met name Auchan prominent eigendom is. Het Kiabi-concept "Mode voor kleine prijzen" is gebaseerd op producten die toegankelijk zijn voor de hele familie.

## Geschiedenis
Kiabi opende zijn eerste winkel in Roncq (Noorderdepartement) in 1978. Het was het eerste bedrijf dat besliste om no-frillskleding te gaan verkopen. In 1997 had het merk 85 verkooppunten en een omzet van 4,2 miljard Franse frank. In 1993 vestigde het bedrijf zich in Spanje, drie jaar later in Italië en in 2008 in Rusland. Kiabi is sinds 2012 in Nederland online aanwezig, zonder fysieke winkels. Nicolas Hennon, voormalig algemeen directeur van Kiabi Italië, is sinds 8 december 2014 de algemeen directeur van de groep Kiabi in opvolging van Jean-Christophe Garbino. In oktober 2016 opende Kiabi zijn eerste winkel in België in het nieuwe winkelcentrum Docks Bruxsel in Brussel. Nog voor de opening lanceerde het zijn Belgische webshop.

## Omzet
In 2008 realiseerde Kiabi een omzet van 752 miljoen euro. In 2014 naderde dat cijfer 1,558 miljard euro.

## Vestigingen
In 2015 bezat Kiabi 500 winkels in de wereld, waarvan er 356 in Frankrijk zijn gevestigd, 54 in Spanje, 23 in Italië en 7 in de overzeese departementen. Het bedrijf is tevens gevestigd in Rusland met 9 winkels, in Marokko met 9 winkels, 4 in Portugal, 2 in België,1 in Algerije, 1 in Polen en 2 in Brazilië. 
In 2018 beschikte Kiabi Europe over 234 vestigingen (verkooppunten, bureaus en magazijnen).

## Strategisch management
In 2014 stond Kiabi op de 13e plaats in het klassement Great Place to Work. De groep heeft een strategisch management ontwikkeld waarbij de ideeën van zijn medewerkers intern naar voren worden gehaald en worden beloond.
In 2018 was Kiabi het enige Franse bedrijf in de categorie multinationals van Great Place to Work in het klassement Best Workplaces Europe.